# Zubin Potok
Zubin Potok en serbe latin et Zubin Potok en albanais (en serbe cyrillique : Зубин Поток) est une ville et une commune/municipalité situées au Kosovo. Elle fait partie du district de Mitrovicë/Kosovska Mitrovica. En 1991, la ville intra muros comptait 2 033 habitants et la commune/municipalité 8 479 ; selon des estimations de 2009, la ville comptait 1 724 et la municipalité 6 616. En 2013, l'OSCE, s'appuyant sur des sources municipales, estime la population de la commune à environ 14 900 habitants.

## Géographie
La commune/municipalité de Zubin Potok est située au nord-ouest du Kosovo, dans la région géographique et historique de « Stari Kolašin » ou Ibarski Kolašin (en albanais : Kollashini i Ibrit) dont elle constitue la partie la plus étendue. Cette région, située dans la haute de la rivière Ibar, s'étend entre les monts Rogozna au nord et Mokra gora au sud, la gorge de Ribarićka à l'ouest et le village de Çabër/Čabra. L'Ibar traverse la ville de Zubin Potok. La construction d'un barrage dans les années 1973-1977 a inondé une partie de la vallée sur une vingtaine de kilomètres de Ribariće (en Serbie centrale) au nord-ouest à Zupče/Zupç au sud-est, créant ainsi le lac artificiel de Gazivode, ; ce barrage, commandité par la société Elektroprivreda Srbije (« Industrie électrique de Serbie ») et conçu par Energoprojekt Beograd, a été réalisé par Hidrotehnika-Hidroenergetika Beograd.

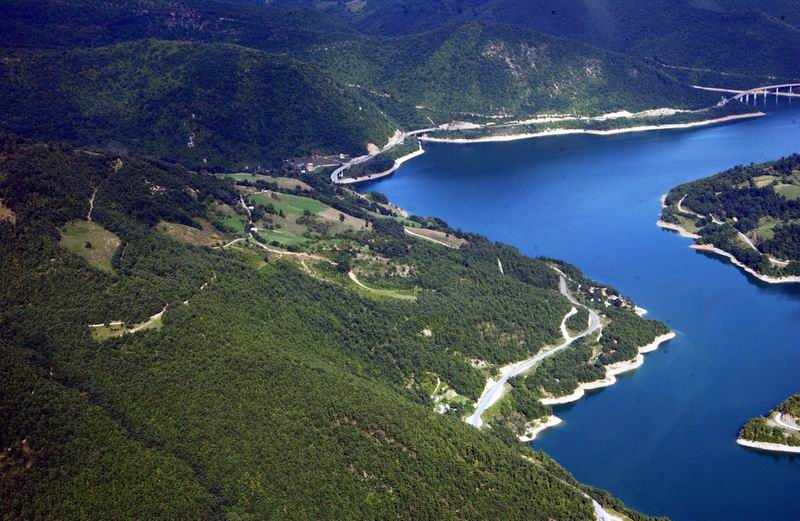
Le lac de Gazivode

La commune/municipalité se trouve à la limite entre la Serbie centrale et le Kosovo. Elle est entourée par la municipalité de Tutin à l'ouest et par le territoire de la Ville de Novi Pazar au nord, ces deux entités administratives étant situées en Serbie centrale. Au Kosovo, elle est entourée par les communes/municipalités de Zvečan/Zveçan et de Mitrovicë/Kosovska Mitrovica à l'est et par celles de Skenderaj/Srbica et d'Istog/Istok au sud.

## Climat
Zubin Potok et sa région se caractérisent par un climat de montagne de type « alpin », avec des étés courts et frais et des hivers longs et froids avec d'importantes précipitations.

## Histoire

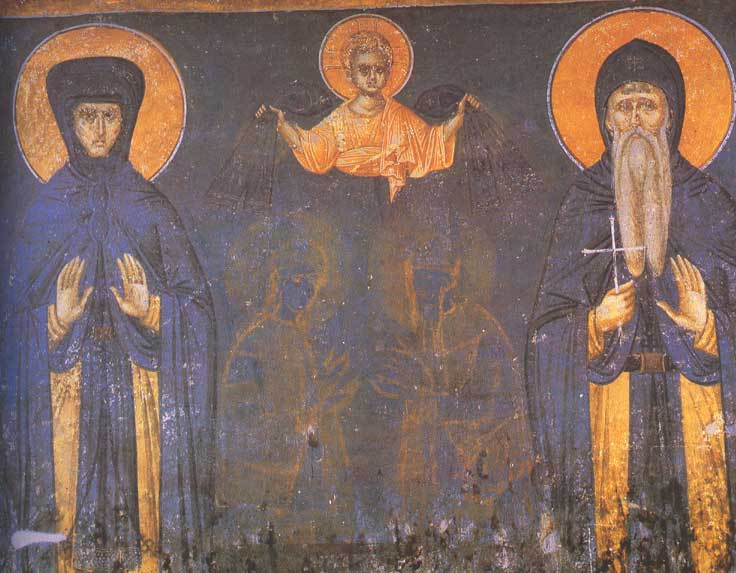
La reine Hélène d'Anjou et son fils Stefan Milutin, fresque du monastère de Gračanica, 1321

Les sites archéologiques de Gazivode témoignent de l'occupation et de l'activité de la région de Zubin Potok à la Préhistoire, dans l'Antiquité et au Moyen Âge.
Pendant le Moyen Âge, la région fait partie de l'État serbe de Rascie (en serbe : Raška) ; elle constitue alors une des voies de communications les plus importantes de la Serbie médiévale, dotée d'un système de protections fortifiées, notamment à Velji Breg/Breg i Madh, Rezala/Rezallë, Zupče/Zupç et Brnjak/Bërnjak, ainsi que d'un réseau d'auberges. De cette époque, la région conserve plusieurs monuments et plusieurs vestiges, dont les ruines du monastère fortifié de Kulina à Banja/Banjë (Xe-XIIIe siècles) ; les ruines de l'église du cimetière de Donji Jasenovik/Jasenovik i Poshtëm et les ruines de l'église d'Ilinica à Jabuka/Jabukë remontent toutes les deux du XIVe siècle),. Le monastère de Duboki Potok, entre Dobroševina/Dobroshevinë et Čitluk/Çitlluk, sur la rive gauche de l'Ibar, remonte à la même période,. La région est également associée au souvenir d'Hélène d'Anjou, la femme du roi serbe Stefan Uroš Ier et la mère des rois Stefan Dragutin et Stefan Milutin ; le village de Brnjak/Bërnjak abrite les vestiges du château où elle est morte en 1314.

## Localités

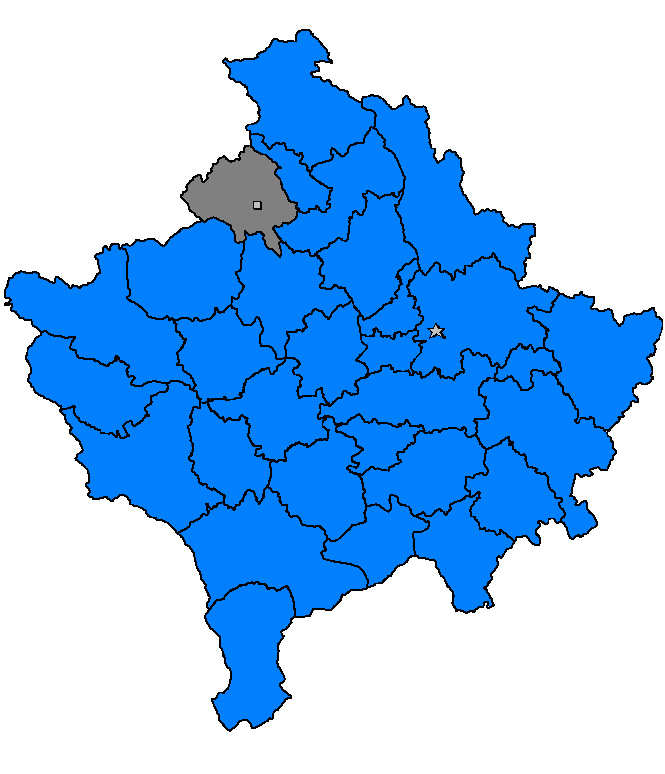
Localisation de la commune/municipalité de Zubin Potok au Kosovo

Selon la pratique de l'OSCE, le nom d'un village porte en premier celui donné par la nationalité majoritaire ; pour Zubin Potok/Zubin Potok, il figure en serbe, à l'exception de Çabër/Čabra, village à majorité albanaise :
| - Babiće/Babiq - Babudovica/Babudovicë - Banja/Banjë - Bojnoviće/Bojnoviq - Brnjak/Bërnjak - Bube/Bubë - Burlate/Burllatë - Çabër/Čabra - Čečevo/Çeçevë - Češanoviće/Çeshanoviq - Čitluk/Çitlluk - Crepulja/Crepulë - Dobroševina/Dobroshevinë - Donje Varage/Varragë e Poshtme - Donji Jasenovik/Jasenovik i Poshtëm - Dragalica/Dragalicë | - Drainoviće/Drainoviq - Dren - Gazivode/Gazivodë - Gornje Varage/Varragë e Epërme - Gornji Jasenovik/Jasenovik i Epërm - Gornji Strmac/Stërnac i Epërm - Jabuka/Jabukë - Jagnjenica/Jagnjenicë - Junake/Junakë - Kijevce/Kijec - Klečke/Kleçkë - Kobilja Glava/Kobillogllavë - Kopiloviće/Kopilloviq - Kovače/Kovaçë - Kozarevo/Kozarevë - Krligate/Kërligatë | - Ledenik/(Çeshanoviq) - Lučka Reka/Lluçkarekë - Mala Kaludra/Kalludër e Vogël - Međeđi Potok/Megjipotok - Oklace/Okllac - Padine/Padinë - Paruci/Paruc - Prelez - Preseka/Presekë - Prevlak/Prevllak - Pridvorica/Pridvoricë - Rančiće/Rançiq - Rezala/Rezallë - Rujište/Rujishtë - Šipovo/Shipovë - Štuoce/Shtuoc | - Tušiće/Tushiq - Ugljare/Uglarë - Velika Kaludra/Kalludër e Madhe - Velji Breg/Breg i Madh - Vitakovo/Vitakovë - Vojmisliće/Vojmislliq - Vrba/Vërbë - Vukojeviće/Vukojeviq - Vukosavljeviće/(Vojmislliq) - Zagrađe/Zagragjë - Zagulje/Zagul - Žarevi/Zharevë - Zečeviće/Zeçeviq - Zubin Potok - Zupče/Zupç |

## Démographie
Un recensement de la population a été réalisé en 2011 ; il a été boycotté par les Serbes. Les données communiquées sont des estimations datant de 2008-2009,.

### Villeintra muros

#### Évolution de la population dans la ville
| 1948 | 1953 | 1961 | 1971 | 1981 | 1991  | 2009  |
| ---- | ---- | ---- | ---- | ---- | ----- | ----- |
| 160  | 174  | 239  | 393  | 791  | 2 033 | 1 724 |

|  |

#### Répartition de la population par nationalités
Selon les estimations de 2008-2009, tous les habitants de la ville sont Serbes.

### Population dans la municipalité

#### Évolution historique de la population
| 1948  | 1953   | 1961   | 1971  | 1981  | 1991  | 2009   |
| ----- | ------ | ------ | ----- | ----- | ----- | ------ |
| 9 502 | 10 403 | 10 642 | 9 516 | 8 081 | 8 479 | 6 616, |

|  |

### Population dans la commune/municipalité
Estimations à partir de 1991
| Composition ethnique     |             |      |          |     |        |     |             |
| Année/Population         | Serbes      | %    | Albanais | %   | Autres | %   | Total       |
| 1991                     | env. 7 750  | 89,1 | env. 850 | 9,8 | 100    | 1,1 | env. 8 700  |
| Janvier 1999             | env. 11 000 | 91,7 | env. 850 | 7,1 | N/D    | N/D | env. 12 000 |
| ?                        | env. 14 000 | 93,9 | env. 800 | 5,4 | N/D    | N/D | env. 14 900 |
| Ref: OSCE (indisponible) |             |      |          |     |        |     |             |

Estimations 2009
La population, estimée à 6 616 habitants, compterait 5 621 « Serbes et autres » nationalités et 995 Albanais.

## Politique
À la suite des élections du 6 mai 2012, les 31 sièges de l'assemblée municipale se répartissaient de la manière suivante :
| Parti                              | Sièges |
| ---------------------------------- | ------ |
| Parti démocratique de Serbie (DSS) | 21     |
| Parti radical serbe (SRS)          | 9      |
| Régions unies de Serbie (URS)      | 1      |

Slaviša Ristić, membre du DSS, a été élu président de la municipalité.

## Tourisme
Le territoire de Zubin Potok compte plusieurs sites et monuments classés :
- l'église Saint-Nicolas de Crepulja/Crepulë (XVIe-XVIIIe siècles)[15] ;
- l'église de la Sainte-Parascève de Čečevo/Çeçevë (XIVe siècle)[16] ;
- l'église de la Présentation-de-la-Mère-de-Dieu de Čitluk/Çitlluk (XIVe et XVe siècles)[17] ;
- le monastère de Duboki Potok à Čitluk/Çitlluk (XVIe siècle-XVIIe siècle)[18]